# Фрутал (мікрорегіон)

Фрутал на карті штату Мінас-Жерайс

Фрутал (порт. Microrregião de Frutal) — мікрорегіон в Бразилії, входить в штат Мінас-Жерайс. Складова частина мезорегіону Тріангулу-Мінейру-і-Алту-Паранаїба. 
Населення становить 	179 512	 чоловік (на 2010 рік). Площа — 16 839,969 км². Густота населення — 10,66 чол./км².

## Демографія
Згідно з даними, зібраними в ході перепису 2010 р. Бразильським інститутом географії і статистики (IBGE), населення мікрорегіону становить:						
| Повне населення                               | Повне населення                               | Повне населення                               | Повне населення                               | 179 512 |
| --------------------------------------------- | --------------------------------------------- | --------------------------------------------- | --------------------------------------------- | ------- |
| в тому числі:                                 | Міське населення                              | 150 553                                       | Відсоток міського населення, %                | 83,87   |
|                                               | Сільське населення                            | 28 959                                        | Відсоток сільського населення, %              | 16,13   |
|                                               | Чоловіче населення                            | 91 898                                        | Відсоток чоловічого населення, %              | 51,19   |
|                                               | Жіноче населення                              | 87 614                                        | Відсоток жіночого населення, %                | 48,81   |
| Густота населення, чол/км²                    | Густота населення, чол/км²                    | Густота населення, чол/км²                    | Густота населення, чол/км²                    | 10,66   |
| Населення мікрорегіону в % до населення штату | Населення мікрорегіону в % до населення штату | Населення мікрорегіону в % до населення штату | Населення мікрорегіону в % до населення штату | 0,92    |

## Склад мікрорегіону
До складу мікрорегіону включені наступні муніципалітети:
1. Кампіна-Верді
2. Карнейрінью
3. Комендадор-Гоміс
4. Фронтейра
5. Фрутал
6. Ітапажипі
7. Ітурама
8. Лімейра-ду-Уесті
9. Піражуба
10. Планура
11. Сан-Франсіску-ді-Саліс
12. Уніан-ді-Мінас

| Бразилія | Це незавершена стаття з географії Бразилії. Ви можете допомогти проєкту, виправивши або дописавши її. |